# Maximilian av Leuchtenberg
Hertig Maximilian av Leuchtenberg, född 1817 i München, död 1852 i Sankt Petersburg, var son till Eugène de Beauharnais och Augusta av Bayern. Han giftes 1839 i Sankt Petersburg med Maria Nikolajevna av Ryssland. Han kom att residera i det stora Mariinskijpalatset, beläget vid Isakskatedralen i staden. Palatset var en bröllopsgåva från tsaren till sin dotter.
Maximilian erhöll titeln kejserlig höghet av tsaren 14 juli 1839, hans barn hade också rätt till denna titel, tillika med titeln prins/prinsessa Romanovsky.
Maximilian var bror till den svenska drottningen Josefina av Leuchtenberg

## Barn
- Alexandra, prinsessa Romanovsky (1840–1843)
- Maria av Leuchtenberg, prinsessa Romanovsky (1841–1914); gift i S:t Petersburg 1863 med Wilhelm av Baden (1829–1897)
- Nicholas von Leuchtenberg, hertig von Leuchtenberg, prins Romanovsky[förtydliga] (1843–1891); han sägs ha gift sig 1868 eller 1879 med Nadezhda[förtydliga] Annenkova (1840–1891); meningarna är delade om detta, men hans söner fick 1890 titeln hertigar av Leuchtenberg.
- Eugenia Romanovsky, hertiginna von Leuchtenberg (1845–1925); gift i S:t Petersburg 1868 med Alexander av Oldenburg (1844–1932)
- Eugen von Leuchtenberg, hertig von Leuchtenberg, prins Romanovsky (1847–1901); gift 1:o i Florens 1869 med Daria Opotchinina, grevinna de Beauharnais 1869 (1845–1870); gift 2:o på Peterhof 1878 med Zinaida Skobeleva, grevinna de Beauharnais 1878, hertiginna von Leuchtenberg 1889 (1856–1899)
- Sergei, hertig von Leuchtenberg, prins Romanovsky (1849–1877, stupad i krig)
- Georg von Leuchtenberg, prins Romanovsky (1852–1912); gift 1:o i Stuttgart 1879 med Therese av Oldenburg (1852–1883); gift 2:o på Peterhof 1889 med Anastasia av Montenegro (1868–1935) (skilda 1906)